# Refugi d'Estós
El Refugi d'Estós està situat a la vall d'Estós en ple Parc Natural de Pocets-Maladeta, a 1.895 m d'altitud. És un refugi de muntanya guardat tot l'any amb 120 places en llitera correguda. Disposa d'aigua corrent, dutxes i lavabos exteriors, aigua calenta, servei de bar i menjador, flassades, calefacció, ximeneia, lloc per cuinar, armariets, guardaesquís i calcer de descans. També ofereix telèfon i sistema de telecomunicacions per a socors.

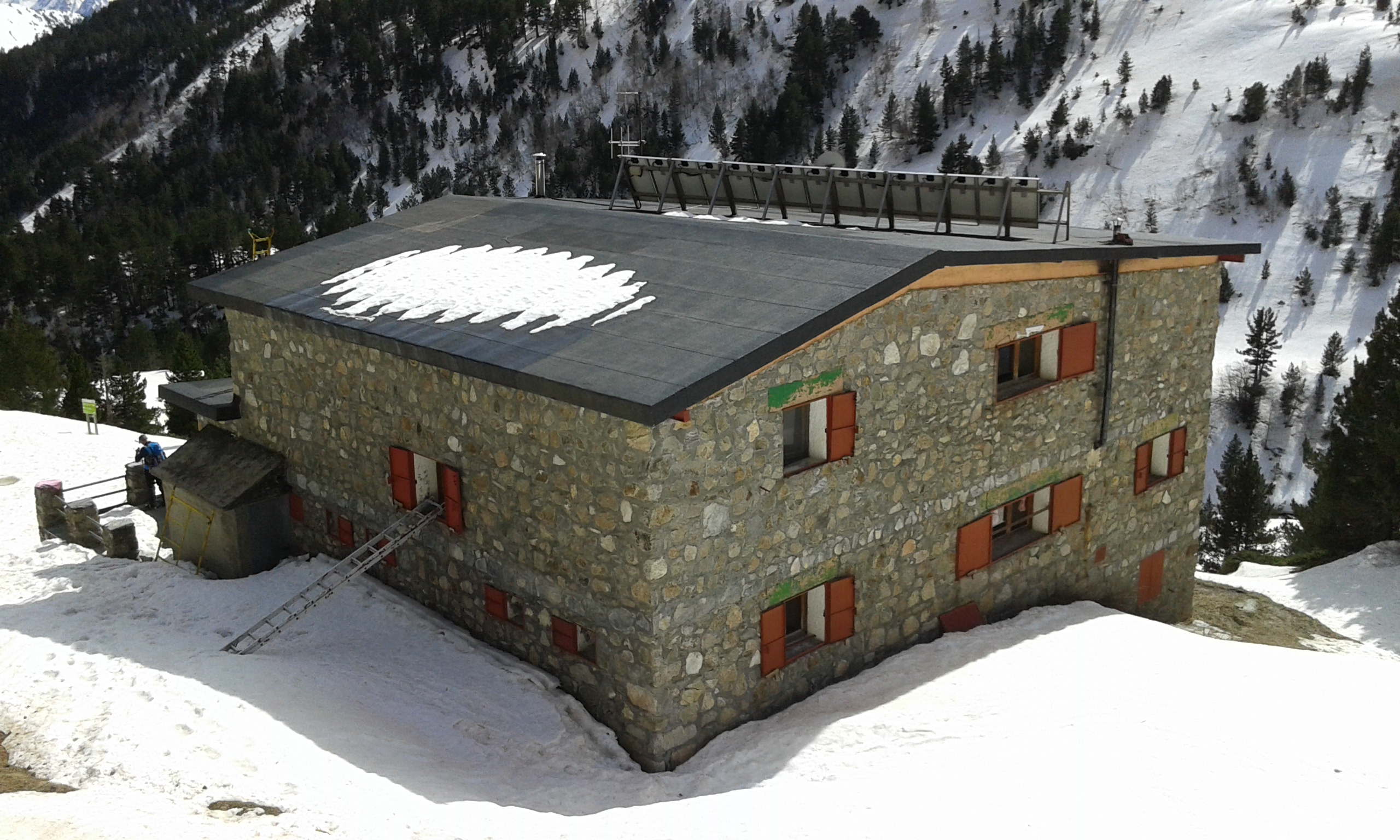

## Activitats
És un punt de partida per a molts excursionistes, per a practicar el senderisme pel GR 11, senders de petit recorregut de Benasc, travesses per Lliterola, Chistén (GR-11), Grist, Vall d'O, Travessa dels tres refugis (Estós-Biadós-Àngel Orús), ascensions al Pocets/Llardana, Gemelos, Clarabides, Gourgs Blancs, Perdiguero, Jean Arlaud, Es Corbets, Agulles de Perramó, Tucas d'Ixeya, Montidiego, així com nombrosos itineraris d'esquí de Muntanya, escalada en roca, alpinisme, espeleologia.